# Volejbal Odolena Voda
Aero Odolena Voda – czeski klub siatkarski z miasta Odolena Voda założony w 1961 roku. Od sezonu 2010/2011 występuje w najwyższej klasie rozgrywek klubowych w Czechach.
Oprócz prowadzenia drużyny seniorskiej klub posiada również sekcję młodzieżową i piłki nożnej.

## Bilans sezonów
Bilans obejmuje sezony od sezonu 1979/1980.
| Sezon     | Rozgrywki ligowe | Rozgrywki ligowe |
| Sezon     | Poziom           | Miejsce          |
| --------- | ---------------- | ---------------- |
| 1979/1980 | Mistrzostwa CSSR | 10.              |
| 1980/1981 | I liga           | 2.               |
| 1981/1982 | I liga           | 1.               |
| 1982/1983 | Mistrzostwa CSSR | 8.               |
| 1983/1984 | Mistrzostwa CSSR | 7.               |
| 1984/1985 | Mistrzostwa CSSR | 5.               |
| 1985/1986 | Mistrzostwa CSSR | 4.               |
| 1986/1987 | Mistrzostwa CSSR | 1.               |
| 1987/1988 | Mistrzostwa CSSR | 1.               |
| 1988/1989 | Mistrzostwa CSSR | 2.               |
| 1989/1990 | Mistrzostwa CSRF | 2.               |
| 1990/1991 | Mistrzostwa CSRF | 6.               |
| 1991/1992 | Mistrzostwa CSRF | 2.               |
| 1992/1993 | Superliga        | 1.               |
| 1993/1994 | Superliga        | 1.               |
| 1994/1995 | I liga A         | 2.               |
| 1995/1996 | I liga A         | 1.               |
| 1996/1997 | I liga A         | 3.               |
| 1997/1998 | Extraliga        | 7.               |
| 1998/1999 | Extraliga        | 5.               |
| 1999/2000 | Extraliga        | 5.               |
| 2000/2001 | Extraliga        | 3.               |
| 2001/2002 | Extraliga        | 2.               |
| 2002/2003 | Extraliga        | 2.               |
| 2003/2004 | Extraliga        | 1.               |

| Sezon     | Rozgrywki ligowe | Rozgrywki ligowe |
| Sezon     | Poziom           | Miejsce          |
| --------- | ---------------- | ---------------- |
| 2007/2008 | II liga          | 3.               |
| 2008/2009 | I liga           | 8.               |
| 2009/2010 | I liga           | 5.               |
| 2010/2011 | Extraliga        | 10.              |
| 2011/2012 | Extraliga        | 11.              |
| 2012/2013 | Extraliga        | 10.              |
| 2013/2014 | Extraliga        | 9.               |
| 2014/2015 | Extraliga        | 8.               |
| 2015/2016 | Extraliga        | 9.               |
| 2016/2017 | Extraliga        | 8.               |
| 2017/2018 | Extraliga        | 12.              |
| 2018/2019 | Extraliga        | 7.               |

Poziom rozgrywek:
     pierwszy poziom
     drugi poziom
     trzeci poziom

## Medale, tytuły, trofea
- Puchar Europy Zdobywców Pucharów:
  -  1975, 1977, 1980
- Puchar CEV:
  -  1996
- Puchar Czechosłowacji (2):  1975, 1992
- Mistrzostwo Czechosłowacji (8): 1960, 1961, 1963, 1973, 1975, 1976, 1980, 1983
- Mistrzostwo Czech (4): 1993, 1994, 1996, 2004
- Puchar Czech (3): 1993, 1996, 2004

## Kadra
Sezon 2018/2019
| Nr | Imię i nazwisko           | Data ur.   | Wzrost | Pozycja               |
| -- | ------------------------- | ---------- | ------ | --------------------- |
| 1  | Adam Shaker               | 04.06.2001 | 197    | przyjmujący           |
| 2  | Michael Hadrava           | 10.01.1995 | 195    | libero                |
| 4  | Marek Mikula              | 23.02.1988 | 196    | przyjmujący           |
| 5  | Martin Hladík             | 29.09.1996 | 195    | przyjmujący/atakujący |
| 6  | Tomáš Kotrch              | 16.06.1982 | 200    | środkowy              |
| 8  | Stanislav Vachoušek       | 11.11.1987 | 190    | przyjmujący           |
| 9  | Robert Viiber             | 31.01.1997 | 205    | rozgrywający          |
| 10 | Kevin Robert Gear         | 06.12.1994 | 203    | środkowy              |
| 11 | Toms Vanags               | 11.02.1988 | 190    | przyjmujący           |
| 12 | Alexander William Russell | 25.06.1993 | 210    | przyjmujący/środkowy  |
| 14 | Jakub Holčík              | 30.08.1995 | 184    | rozgrywający          |
| 16 | Matthew Walsh             | 23.07.1996 | 210    | środkowy              |

Sezon 2009/2010
| Nr | Imię i nazwisko | Data ur. | Wzrost | Pozycja      |
| -- | --------------- | -------- | ------ | ------------ |
| 1  | Štěpán Pospíšil | 1988     |        | przyjmujący  |
| 2  | Richard Průcha  | 1980     |        | rozgrywający |
| 3  | Pavel Rotrekl   | 1983     |        | uniwersalny  |
| 4  | Luboš Zita      | 1972     |        | przyjmujący  |
| 5  | Martin Kop      | 1969     |        | libero       |
| 6  | Milan Hadrava   | 1963     |        | przyjmujący  |
| 7  | Petr Galis      | 1965     |        | przyjmujący  |
| 8  | Jiří Blažek     | 1978     |        | środkowy     |
| 9  | Andrew Earl     | 1982     |        | przyjmujący  |
| 10 | Ondřej Fortuník | 1986     |        | rozgrywający |
| 11 | Jan Smíšek      | 1984     |        | środkowy     |
| 12 | Daniel Kohlmann | 1989     |        | środkowy     |
| 12 | Michal Palinek  | 1967     |        | libero       |